# Raúl Pateras Pescara
Raúl Pateras Pescara   (Adrogué, 27 d'abril de 1890 - 8è districte de París, 7 de maig de 1966), marquès de Pateras-Pescara, fou un enginyer i inventor argentí especialittat en automòbils, helicòpters i motors de pistó lliure. Fou un dels primers a utilitzar amb èxit el control cíclic en helicòpters i també l'autorotació per tal d'aterrar segurament un helicòpter avariat. També va establir un rècord mundial de velocitat en helicòpter el 1924, concretament 13 km/h.

## Biografia
Nascut a Adrogué, una ciutat del Gran Buenos Aires, Raúl Pateras Pescara era el fill gran del marquès Teodoro Gustavo Pateras Pescara i d'Alicia Box de Auzón, tots dos naturals del Piemont i ben coneguts a Pau (Occitània). A començament del segle xx la família va tornar a Europa alhora que ell, a vuit anys, va anar a viure a casa del seu avi matern i va estudiar a l'Institut Stanislas de Niça.

### Aviació

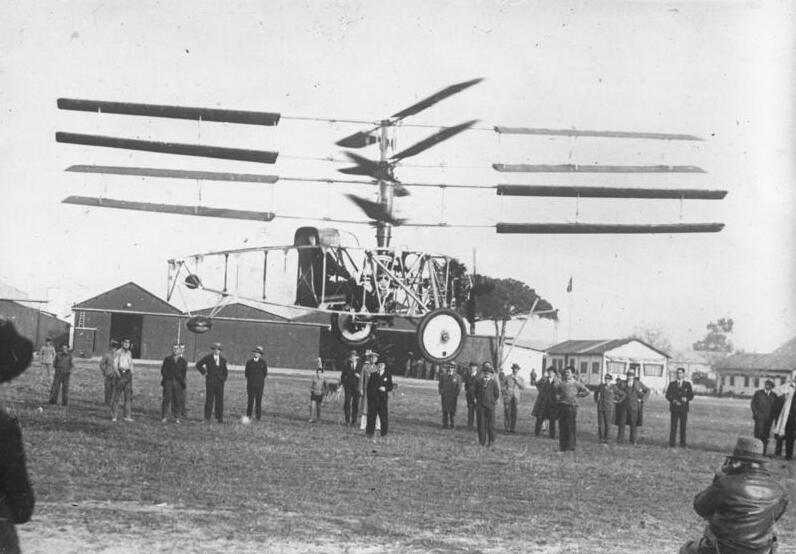
Helicòpter Pescara 4S de 1931

El 1911, el laboratori de Gustave Eiffel va fer proves al túnel de vent d'un model a escala (1:20) d'un hidroavió tipus monoplà anomenat Pateras Pescara, dissenyat per Pescara i l'enginyer italià Alessandro Guidoni. El 1912, el Ministeri de la Marina italià va encarregar Guidoni de construir un avió torpeder basat en el model de Pescara, però després de diverses proves durant el 1914, l'italià no en va poder crear un disseny reeixit.
D'ençà de 1919, Pescara va construir diversos helicòpters de rotors coaxials i en va presentar nombroses patents a diversos països. Després de provar la seva màquina en un recinte tancat el 1921, es va traslladar a París, on podria disposar de fons governamentals. El seu disseny "No. 3" tenia dos cargols contra-rotatoris, cadascun amb quatre pales, i cada pala amb una ala de tipus biplà deformat.
El 16 de gener de 1924, Pescara va batre el seu propi rècord mundial de vol en helicòpter a Issy-les-Moulineaux (prop de París) amb el seu model 2F, El Marquès Pateras, tot romanent a l'aire 8 minuts i 13 4/5 segons mentre s'enlairava 1.160 metres en línia vertical.
El 29 de gener d'aquell any, quan mirava de guanyar el premi de l'Aero Club Francès d'un km en circuit tancat, Pescara va completar el recorregut en 10 minuts i 33 segons, però no es pogué qualificar a causa d'un breu contacte de la seva màquina amb el terra. Equipat amb un aparell de doble rotor coaxial, tot seguit va establir el primer rècord d'helicòpter reconegut per la Fédération Aéronautique Internationale (FAI). El 18 d'abril del mateix any, 1924, va volar una distància de 736 m amb una durada de 4 minuts i 11 segons (aproximadament 13 km/h) i una alçada d'1,8 m.

### Automòbils
El 1929, juntament amb el seu germà Henri, l'enginyer italià Edmond Moglia i el Govern espanyol, Pescara va fundar a Barcelona la Fábrica Nacional de Automóviles amb una inversió de 70 milions de pessetes. Pescara utilitzà la nova fàbrica situada a Sants per a centrar-se en els automòbils i el 1931 va exposar la seva creació, el Nacional Pescara, al Saló de París. El vehicle va aparèixer al Grand Palais al costat dels avions Voisin i aquell mateix any, aquell cotxe de 8 cilindres va guanyar el Campionat d'Europa de muntanya.

### Compressors d'aire
Amb l'adveniment de la Segona República espanyola, Pescara va tornar a França i el 28 de febrer de 1933 formalitzà la "Pescara Auto-compressor Company" a Luxemburg. L'empresa va romandre en actiu durant 30 anys amb el suport de sis patents franceses d'un dels seus accionistes, amb la Pescara & Raymond Corporation establerta a Dover (Delaware), als EUA. Els auto-compressors Pescara satisfeien dos dissenys bàsics: simètrics i asimètrics.

### Motors de pistó lliure i generadors

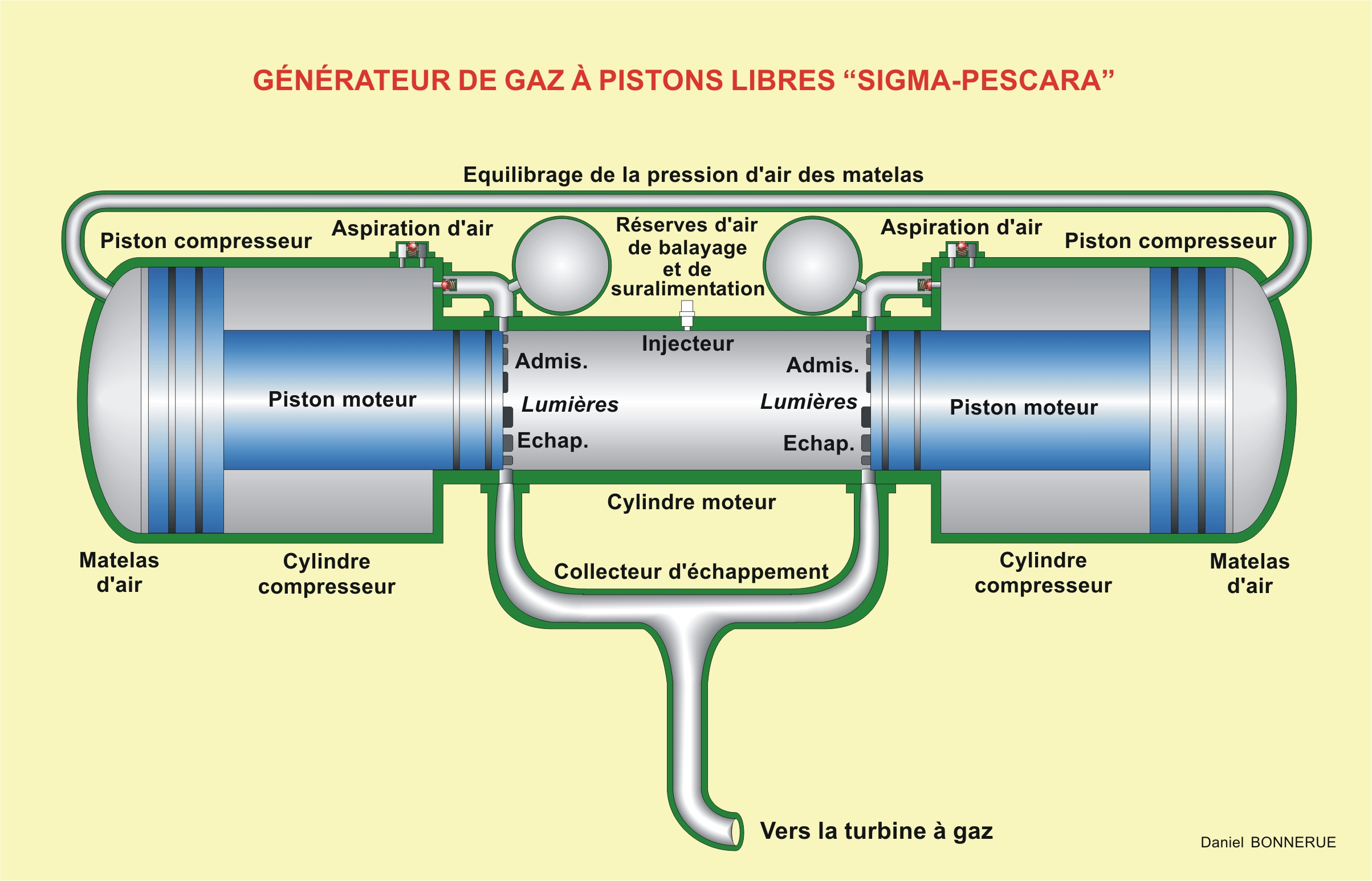
Esquema d'un generador de pistons lliures SIGMA-Pescara

Durant el Segona Guerra Mundial, Pescara va treballar en energia elèctrica a Portugal. Els motors de pistó lliure cridaren l'atenció quan n'inicià la producció en sèrie la Société Industrielle Générale de Mécanique Appliquée (SIGMA), una empresa francesa que va desenvolupar el SG-34, un generador de 1.138 HP.
El 1963, Pescara es va reunir amb els seus fills a París, on va exercir com a expert per a la S.N. Marep durant les proves del seu EPLH-40 de 2.000 HP. Més tard, Pescara va proposar la producció de màquines més potents (nous generadors en tàndem basats en els vigents EPLH-40 i GS-34) però es va morir a París abans no es fundés la companyia que havia de desenvolupar la seva proposta.